# GNGT1
GNGT1‏ (G protein subunit gamma transducin 1) هوَ بروتين يُشَفر بواسطة جين GNGT1 في الإنسان.